# Ismael Barragán
Ismael Barragán Ruiz (* 6. Februar 1986 in Sevilla) ist ein spanischer Fußballspieler.

## Karriere
Barragán begann seine Karriere beim FC Sevilla. Zur Saison 2005/06 rückte er in den Kader der zweiten Mannschaft Sevillas. Für diese kam er in der Saison 2005/06 zu sieben Einsätzen in der drittklassigen Segunda División B. In der Saison 2006/07 absolvierte er 17 Partien in der dritthöchsten Spielklasse, zu Saisonende stieg er mit Sevilla Atlético in die Segunda División auf. Im August 2007 gab er gegen den CD Teneriffa sein Zweitligadebüt. In der Saison 2007/08 kam er insgesamt zu 16 Zweitligaeinsätzen. In der Saison 2008/09 absolvierte er 24 Partien für Sevillas Zweitmannschaft in der Segunda División, aus der diese allerdings zu Saisonende absteigen musste.
Nach dem Abstieg wechselte Barragán zur Saison 2009/10 zum FC Getafe, wo er für dessen viertklassige Zweitmannschaft spielte, mit der er zu Saisonende in die Segunda División B aufstieg. Zur Saison 2010/11 wechselte der Mittelfeldspieler zum Drittligisten CD Alcalá. Für Alcalá kam er zu 33 Einsätzen in der Segunda División B, aus der der Klub jedoch zu Saisonende abstieg. Daraufhin schloss er sich zur Saison 2011/12 dem Drittligisten CD Teruel an. Für Teruel kam er in jener Spielzeit zu 22 Drittligaeinsätzen.
Zur Saison 2012/13 wechselte Barragán zum österreichischen Zweitligisten Kapfenberger SV. Bei den Steirern konnte er sich, auch teilweise bedingt durch Verletzungen, nicht durchsetzen und kam insgesamt nur zu acht Einsätzen in der zweiten Liga. Zur Saison 2013/14 kehrte er wieder nach Spanien zurück und schloss sich dem Viertligisten Deportivo Xerez an. Im Januar 2014 wechselte er zum ebenfalls viertklassigen Arandina CF. Zur Saison 2014/15 schloss er sich der Extremadura UD an. Mit Extremadura stieg er 2016 in die Segunda División B auf. In dieser kam er in der Saison 2016/17 zu 19 Einsätzen.
Zur Saison 2017/18 wechselte Barragán zum Viertligisten UD Ibiza, mit dem er zu Saisonende ebenfalls in die dritthöchste Spielklasse aufstieg. Daraufhin blieb er allerdings in der vierten Liga und wechselte zu Écija Balompié. Im Januar 2019 schloss er sich dem CD Ibiza Islas Pitiusas an, den er nach der Saison 2020/21 verließ.